# Mönkhkhairkhan, Khovd
Mönkhkhairkhan (tiếng Mông Cổ: Мөнххайрхан) là một sum của tỉnh Khovd ở miền tây Mông Cổ. Vào năm 2007, dân số của sum là 2.554 người.

## Địa lý
Sum có diện tích khoảng 2.554 km2. Trung tâm sum nằm cách tỉnh lỵ Khovd 155 km và thủ đô Ulaanbaatar 1.160 km.

### Khí hậu
Mönkhkhairkhan có khí hậu bán khô hạn. Nhiệt độ trung bình hàng năm trong khu vực là 0 °C. Tháng ấm nhất là tháng 8, khi nhiệt độ trung bình là 16 °C và lạnh nhất là tháng 1, với −18 °C. Lượng mưa trung bình hàng năm là 114 mm. Tháng ẩm ướt nhất là tháng 6, với lượng mưa trung bình là 26 mm, và khô nhất là tháng 3, với 2 mm.

## Kinh tế
Sum có một trường học, bệnh viện và nhà văn hóa.